# C.Th. Christensen
Christen (Christian) Thomsen Christensen (26. januar 1832 i København – 26. januar 1905 sammesteds) var en dansk nordamerikaner.

## Liv og virke
Christensen kom 1846 i handelslære, men drog 1850 til New York og arbejdede sig hurtig op, så at han allerede 1853 kunne gifte sig med en dansk født dame og 1855 fik ansættelse i en bank. 
Som ivrig republikaner og begejstret tilhænger af H.W. Beecher indtrådte han ved borgerkrigens udbrud 1861 i et kompagni af skandinaviske frivillige og blev løjtnant. Han gjorde senere tjeneste i Mac Clellan’s felttog i Virginia 1862 og var stabschef hos general Canby ved Mobiles indtagelse 1865; til løn udnævntes han til brigadegeneral. 
Efter krigen vendte han tilbage til forretningslivet, blev 1868 associé i et stort handelshus i New York og fik 1880 en vigtig post i et af byens største bankierhuse. 1880-84 var han brigadegeneral i Brooklyns borgervæbning og der efter i nogle år divisionsgeneral for hele styrken. 1869-1873 var han dansk konsul, og både da og senere på mange måder en kraftig støtte for sine landsmænd, indtil han i sine sidste leveår vendte tilbage til Danmark. 

## Hædersbevisninger
Han blev Ridder af Dannebrog 1868 og Dannebrogsmand 1873.

## Gravsted
Han er begravet på Assistens Kirkegård.